# Eriocraniella falcata
Eriocraniella falcata is een vlinder uit de familie van de purpermotten (Eriocraniidae). De wetenschappelijke naam van de soort is voor het eerst geldig gepubliceerd in 1978 door Davis.